# Mézes
Mézes (Mizieș), település Romániában, a Partiumban, Bihar megyében.

## Fekvése
A Fekete-Körös völgyében, a Mézes-patak mellett, Belényestől keletre fekvő település.

## Története
Mézes nevét 1580-ban Mezess, majd 1588-ban Alsomizes, Felseomizes, 1600-ban Also Meszes, Felseo Meszes, 1692-ben Mizes, 1808-ban és 1913-ban nevét Mézes néven említették az oklevelekben. 
Bunyitay Vince a Váradi püspökség története című művében a falut azzal a középkori Méhes nevű községgel tartja azonosnak, melyet János Zsigmond fejedelem 1568 évi  adománylevelével Ábránffy Zsigmond fiainak juttatott. A 19. század elején a nagyváradi görögkatolikus püspökség birtoka volt.
1851-ben Fényes Elek írta a településről:
Bihar vármegyében, dombos helyen, 62 görög katholikus, 395 óhitü lakossal, anyatemplommal. Birja a váradi görög püspök.
1910-ben 654 lakosából 2 magyar, 651 román volt. Ebből 646 görögkeleti ortodox volt. 
A trianoni békeszerződés előtt Bihar vármegye Belényesi járásához tartozott.

## Nevezetességek
- Görög keleti temploma.
- Itt született Roman Miron görögkeleti metropolita.